# Lệnh Hồ
Lệnh Hồ (tiếng Trung: 令狐; bính âm: Línghú) là một họ kép tại Trung Quốc. Thời Xuân Thu, tướng nước Tấn là Ngụy Khỏa (魏顆) được phong ở đất Lệnh Hồ, bèn lấy tên thái ấp làm tên của thị tộc.

## Người họ Lệnh Hồ
- Lệnh Hồ Vinh Đạt, nhà chính trị, nhà ngoại giao người Đài Loan
- Lệnh Hồ Sở, người nhà Đường (Trung Quốc)
- Lệnh Hồ Đức Phân, một sử gia nhà Đường
- Lệnh Hồ Đào, người nhà Đường
- Lệnh Hồ Xung, nhân vật hư cấu trong Tiếu ngạo giang hồ